# Тёляд, Жюль
Жюль Лео Гастон Тёляд (фр. Jules Léo Gaston Teulade; 2 октября 1890, Маньяк-Лаваль, Верхняя Вьенна, Новая Аквитания — 31 октября 1974, Сен-Мор-де-Фоссе, Валь-де-Марн, Иль-де-Франс) — французский профсоюзный деятель и политик-синдикалист, видный функционер ВКТ и УВКТ. Занимал партийные посты в ФКП, затем перешёл с коммунистических позиций на фашистские и состоял в Политбюро ультраправой PPF. Во время Второй мировой войны поддерживал немецкую оккупацию, был одним из руководителей коллаборационистской структуры COSI. Осуждён за коллаборационизм после Освобождения Франции.

## Активность в юности
Родился в новоаквитанской семье железнодорожного служащего и работницы-швеи. Брат Жюля Тёляда служил офицером в зуавской пехоте. В четырнадцатилетнем возрасте Жюль Тёляд перебрался в Париж, зарабатывал землекопскими и слесарными работами. Проникся крайне левыми взглядами, сошёлся с революционно-социалистической молодёжью, примкнул к синдикалистскому движению.
В 1911 Жюль Тёляд переехал в Марсель. Работал в порту, на строительстве железной дороги и канала. Состоял в забастовочном комитете, был активен в трудовых конфликтах. Затем вернулся в Париж. Несколько раз арестовывался за участие в забастовках, рабочих и солдатских протестах, массовых драках с полицией. Рассматривался властями как «опасный революционер-анархист».
Около года провёл в тюрьме, после отсидки отправлен в Алжир на службу в Африканский батальон. В 1914 предстал перед военным судом за нарушение дисциплины, был приговорён к пяти годам общественных работ. Затем амнистирован, служил во французской армии в годы Первой мировой войны.

## В профсоюзах и компартии
В 1920 Жюль Тёляд вступил во Всеобщую конфедерацию труда (ВКТ), примыкал к её леворадикальному крылу — Революционным профсоюзным комитетам. В 1921 был избран в руководство федерации строителей ВКТ. Идеологически стоял на позициях анархо-синдикализма. Выступал против капиталистического строя, но категорически осуждал советский большевизм как «правительство убийц» и решительно отвергал всякую партийность.
Однако в 1923 Тёляд резко изменил позицию и вступил во Французскую коммунистическую партию (ФКП). Поддержал участие ВКТ в Профинтерне, был активным сторонником коммуниста Гастона Монмуссо. Вместе с Монмуссо вышел из ВКТ, стал одним из учредителей Унитарной всеобщей конфедерации труда (УВКТ), секретарём по пропаганде строительной проффедерации. Отличался радикализмом и склонностью к прямому действию. Несколько раз арестовывался за беспорядки и драки на собраниях. Представлял Францию в Профинтерне, участвовал в международных профсоюзных конференциях, в 1925 посетил СССР.
С 1928 Жюль Тёляд был секретарём парижской организации ФКП, возглавлял коммунистический список на муниципальных выборах в департаменте Сена и Уаза и округе Аржантёй. Активно поддерживал харизматичного коммунистического политика Жака Дорио — мэра Сен-Дени и члена Политбюро ФКП. В 1930 Жюль Тёляд женился на коммунистической активистке Леонс Лаверн. Но в том же году Тёляд порвал с ФКП из-за межличностного конфликта с Роланом Семаром, братом Пьера Семара. Партийные инстанции обвинили Тёляда в нарушении дисциплины и враждебных высказываниях.
В 1932 он восстановился в ФКП — партаппарат был заинтересован в Тёляде как способном организаторе. Но уже в 1935 Тёляд вновь исключён — уже по обвинению в «дориотизме». Несколько лет Тёляд позиционировался как «коммунист-диссидент».

## В фашистской партии и коллаборационистской структуре
Ужесточение противостояния в середине 1930-х привело к резкой политической поляризации. Жюль Тёляд, подобно ряду других бывших коммунистов, принял участие в создании ультраправой Французской народной партии (PPF) во главе с Жаком Дорио. Состоял в Политбюро PPF, курировал провинциальные парторганизации. Полностью разделял фашистскую доктрину PPF, но вносил в неё анархо-синдикалистский уклон. Активно участвовал в пропагандистских кампаниях PPF, особенно в рабочей среде.
Вместе с PPF в целом Жюль Тёляд поддержал нацистскую оккупацию Франции и коллаборационистский режим Виши. В 1940—1941 Тёляд по поручению Дорио возглавлял Национальную федерацию корпоративных и профессиональных организаций. Выступал с позиций ярого антисемитизма, организовал показ германо-нацистского фильма Еврей Зюсс. Призывал «создать для французского рабочего те условия, что создал национал-социализм в Германии».
Также Жюль Тёляд вёл энергичную антикоммунистическую агитацию. Превозносил созданный Дорио Легион французских добровольцев против большевизма. Вместе с секретарём PPF по профсоюзам Альбером Беграсом и профсоюзным куратором RNP Рене Меснаром написал монографию Le Communisme et les ouvriers en France — Коммунизм и рабочие во Франции. Книга содержала жёсткую критику ФКП, доказывала враждебность компартии интересам рабочего класса.
В марте 1942 британские ВВС разбомбили заводы Renault в Булонь-Бийанкуре. После этого Рене Меснар, Жорж Ивето и Жюль Тёляд с санкции оккупационных властей и правительства Виши создали Рабочий комитет неотложной помощи (COSI). Задачей COSI была названа материальная помощь семьям рабочих. Кадры комплектовались из известных профсоюзных активистов. Жюль Тёляд занимал пост вице-президента COSI, несколько недель являлся президентом. Организация действительно передавала рабочим немалые суммы, до 100 млн франков. Но эти средства аккумулировались за счёт поборов с еврейского населения. Реальной целью COSI являлась пропаганда коллаборационизма. Возникали также серьёзные подозрения в коррупции.

## Арест, суд, помилование
Освобождение Франции в августе 1944 означало конец профсоюзной и политической деятельности Жюля Тёляда. 24 сентября 1944 он был арестован, 15 февраля 1947 приговорён к пяти годам каторжных работ. Первым пунктом обвинения являлось членство в Политбюро PPF.
Однако Тёляд не был непосредственно причастен к нацистским и коллаборационистским репрессиям (в отличие от того же Дорио). 28 июня 1948 он был помилован и вышел из тюрьмы. Тёляду было пожизненно запрещено членство в профсоюзах, но он поступил на парижский завод и почти пятнадцать лет работал слесарем. С 1962 по 1974 жил в Иль-де-Франс частной жизнью пенсионера. Скончался вскоре после своего 84-летия.